# Suore scolastiche francescane
Le Suore Scolastiche Francescane (in tedesco Schulschwestern vom III. Orden des Hl. Franziskus) sono un istituto religioso femminile di diritto pontificio.

## Storia
Carolina Augusta, vedova dell'imperatore Francesco I, fece costruire e Vienna-Erdberg una scuola per le figlie dei militari e nel 1845 ne affidò la direzione alle francescane insegnanti di Hallein, che vi inviarono tre religiose.
Vinzenz Eduard Milde, arcivescovo di Vienna, separò dalla casa-madre di Hallein le sette filiali presenti nel territorio della sua arcidiocesi e il convento di Vienna-Erdberg divenne casa-madre del nuovo istituto: la prima superiora generale fu eletta il 30 settembre 1854.
Nel 1931 le suore raggiunsero il Texas, dove aprirono scuole per bambini di colore, asili e ricoveri per anziani; nel 1939, quando numerose loro scuole in Austria vennero chiuse dal governo nazional-socialista, molte religiose partirono per l'Argentina.
L'istituto, aggregato all'ordine dei frati minori dal 9 marzo 1904, ricevette il pontificio decreto di lode il 10 aprile 1923 e le sue costituzioni ottennero l'approvazione definitiva il 22 dicembre 1931.

## Attività e diffusione
Le suore si dedicano all'insegnamento e alla cura di anziani e malati.
Oltre che in Austria, sono presenti in Argentina e Stati Uniti d'America; la sede generalizia è a Vienna.
Alla fine del 2015 l'istituto contava 57 religiose in 12 case.